# Berg (Schussental)
Berg ist eine Gemeinde im baden-württembergischen Landkreis Ravensburg in Deutschland.

## Geographie

### Geographische Lage

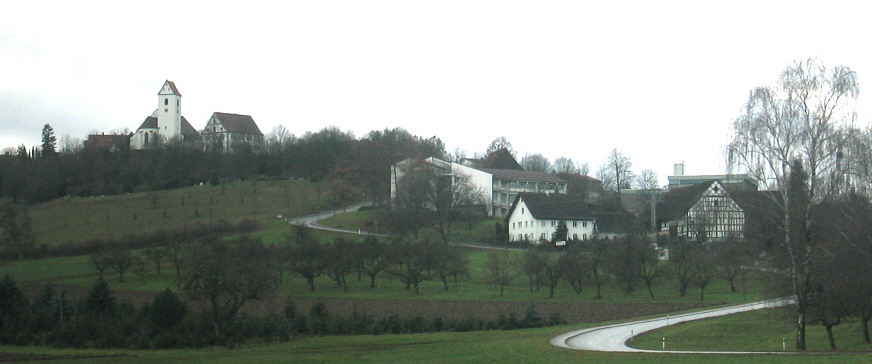
Kirche, Pfarrhaus und Schule in Berg

Die Gemeinde Berg liegt im oberschwäbischen Schussental und an dessen westlichen Anhöhen nahe den Städten Weingarten und Ravensburg.

### Nachbargemeinden
Angrenzende Gemeinden sind von Norden Fronreute, Baienfurt, Weingarten, Ravensburg und Horgenzell (alle Landkreis Ravensburg).

### Gliederung

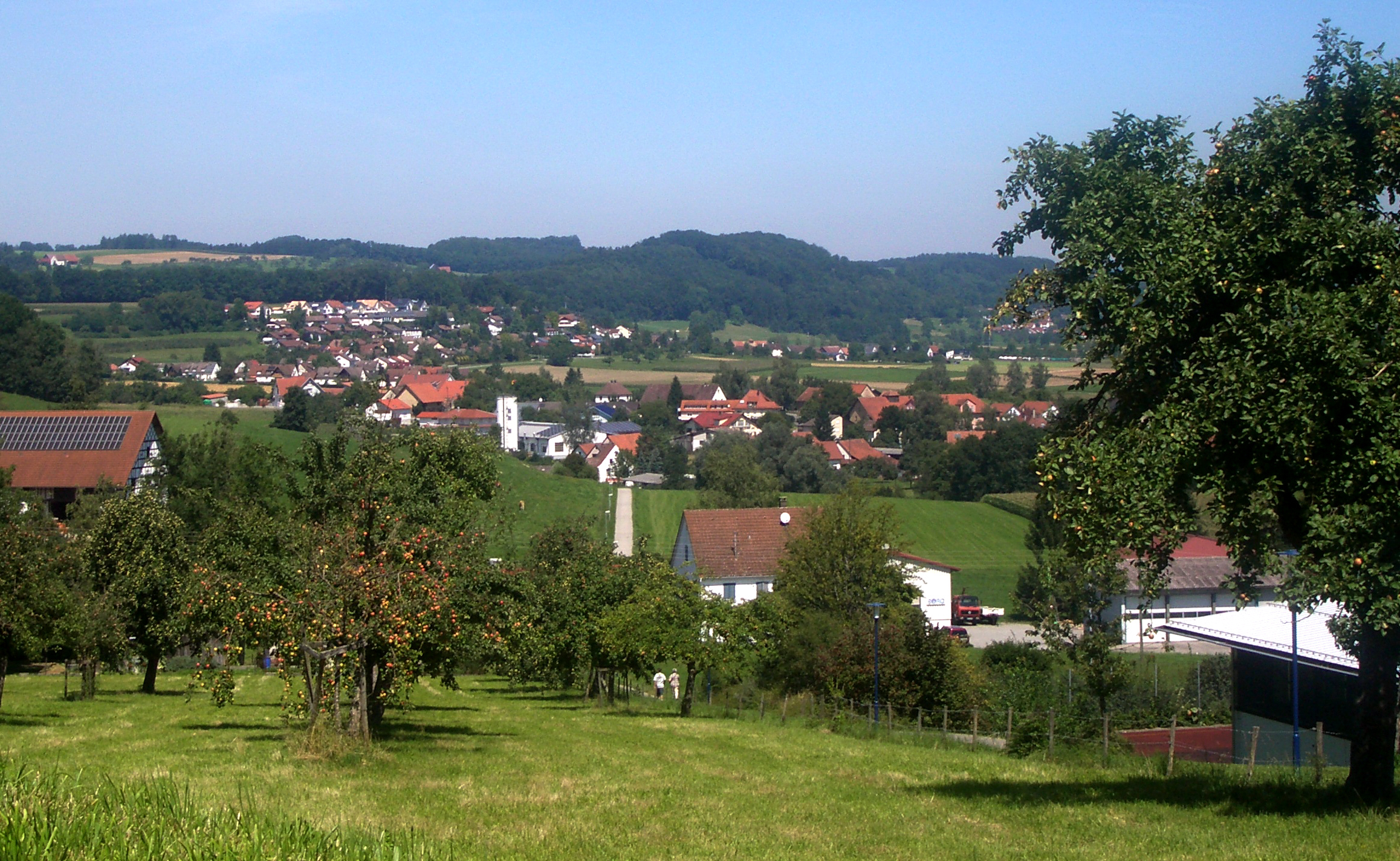
Blick von Berg nach Ettishofen und Weiler

Die Flächengemeinde Berg besteht aus 55 Teilorten, die zum Teil nur Einzelhöfe oder Ansammlungen von wenigen Häusern sind. Die bedeutendsten Teilorte sind:
- Berg mit katholischer Kirche, evangelischem Gemeindezentrum, Friedhof, Rathaus und Grundschule
- Vorberg, eine Wohnsiedlung unterhalb von Berg an der Verbindungsstraße nach Ravensburg. Vorberg ist seit 1950 der Teilort mit der höchsten Einwohnerzahl. Ein eigener Ortskern existiert erst seit der Errichtung der Wohn- und Geschäftsgebäude um den Brunnenplatz in den 1980er bis 1990er Jahren.
- Ettishofen, im 12. Jahrhundert als Ethinishoven erstmals urkundlich erwähnt, mit Wohnsiedlung Ettishofener Siedlung von 1956 bis 1970 im Norden (nahtlos übergehend in die Wohnsiedlung im Süden des Teilorts Weiler) und Wohnsiedlung In den Obstwiesen im Osten des Orts
- Weiler, 1250 erstmals als Wilar urkundlich genannt
- Kellenried mit Abtei St. Erentraud (gegründet 1924) in Kellenried-Kloster

Weitere Teilorte sind Aichach, Atzenhofen, Bachmaier, Baien, Basenberg, Bautzen, Benzenhofen, Burg, Dietenhofen, Goldehub, Großbaumgarten, Großtobel, Hahnenberg, Hartmann, Hochstett, Hof, Horb, Horrach, Inntobel, Kanzach, Kanzachmühle, Kasernen, Kernen, Kesernen, Kleintobel, Kreuzer, Matzenhofen, Mehlishofen, Möhris, Neuaichach, Neubaumgarten, Oberbelzenhofen, Oberlupberg, Oberstaig, Ramsee, Rosenhäusle, Schnetzen, Sonntagen, Stauden, Steinenbruck, Stockäcker, Straß, Tiergarten, Unterbelzenhofen, Unterberg, Unterloch, Unterlupberg, Vockenweiler, Wurzenmaier und Zuberg.

### Schutzgebiete
Berg hat im Südwesten Anteil am Natur- und Landschaftsschutzgebiet Schmalegger und Rinkenburger Tobel sowie am FFH-Gebiet Schussenbecken mit Tobelwäldern südlich Blitzenreute.

## Geschichte

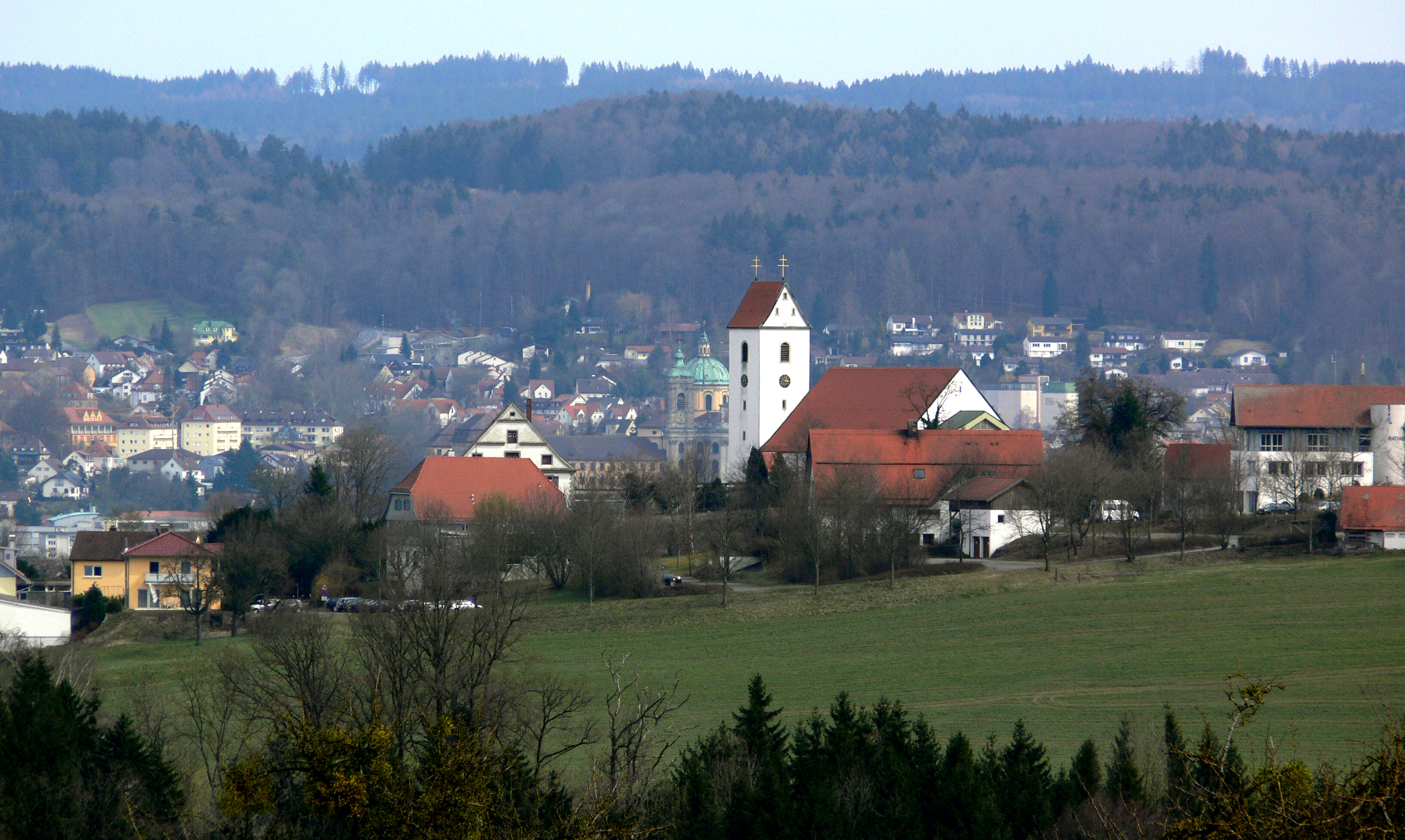
Katholische Pfarrkirche St. Peter und Paul

### Bis zum 19. Jahrhundert
Berg wurde im Jahr 1094 in einer Schenkungsurkunde des Klosters Weingarten erstmals erwähnt. Zu dieser Zeit existierte die „Kirche zu Berg“ bereits. Im 17. Jahrhundert starb die Bevölkerung durch den Dreißigjährigen Krieg und die Pest praktisch aus. Zuwanderer aus Vorarlberg und der Schweiz füllten die Lücken nur langsam wieder aus. Berg gehörte lange zur Landvogtei Schwaben in Vorderösterreich, Teile des Gemeindegebiets wie z. B. die Ortschaft Kasernen zum Reichskloster Weingarten. Aufgrund des Preßburger Friedens kam der Ort 1805 zum Kurfürstentum Württemberg, aus dem 1806 das Königreich Württemberg hervorging. 1810 wurde der Ort dem Oberamt Ravensburg, dem Vorläufer des heutigen Landkreises, zugeordnet.
1945 wurde Berg Teil der Französischen Besatzungszone und kam somit zum neu gegründeten Land Württemberg-Hohenzollern, welches 1952 im Land Baden-Württemberg aufging.

### Einwohnerentwicklung
- 1827: 0927 Einwohner
- 1925: 1296 Einwohner
- 1974: 3000 Einwohner
- 1991: 3778 Einwohner
- 1995: 3649 Einwohner
- 2005: 3794 Einwohner
- 2010: 3960 Einwohner
- 2015: 4159 Einwohner
- 2020: 4534 Einwohner

## Religionen

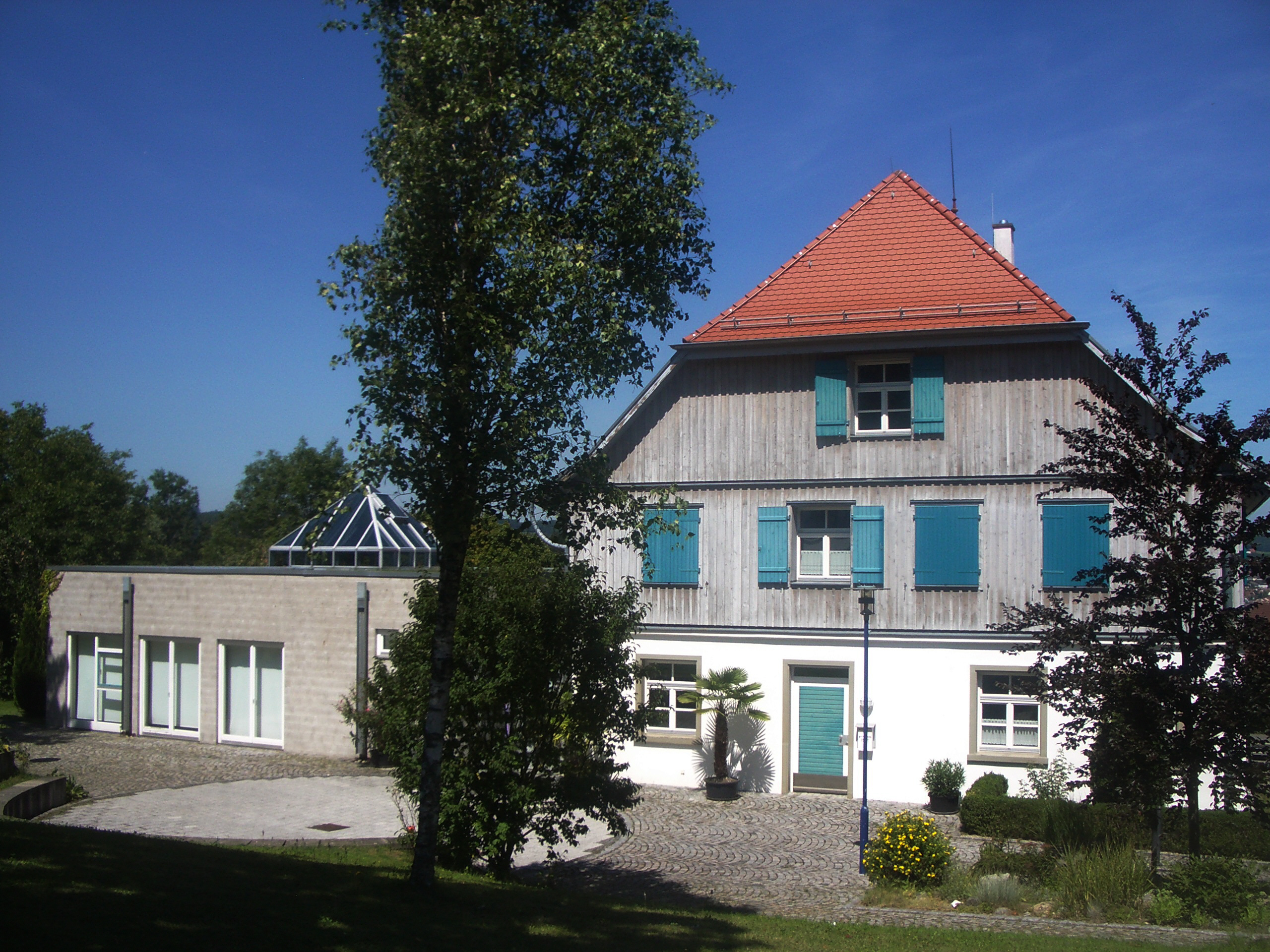
Evangelisches Gemeindezentrum

Die Gemeinde ist wie das gesamte Umland römisch-katholisch geprägt. Die katholische Pfarrei St. Peter und Paul gehört zur Seelsorgeeinheit Westliches Schussental und zum Dekanat Allgäu-Oberschwaben der Diözese Rottenburg-Stuttgart. In der Abtei St. Erentraud in Kellenried leben Benediktinerinnen, wobei der Konvent vor der Auflösung und die Liegenschaften vor dem Verkauf stehen.
Die evangelischen Christen in Berg sind Mitglieder der Kirchengemeinde Weingarten, die zum Dekanat Ravensburg der Evangelischen Landeskirche in Württemberg gehört. Die Kirchengemeinde Weingarten ist in Berg mit einem eigenen Pfarramt vertreten. Die Gottesdienste finden im evangelischen Gemeindezentrum in Berg statt.

## Politik

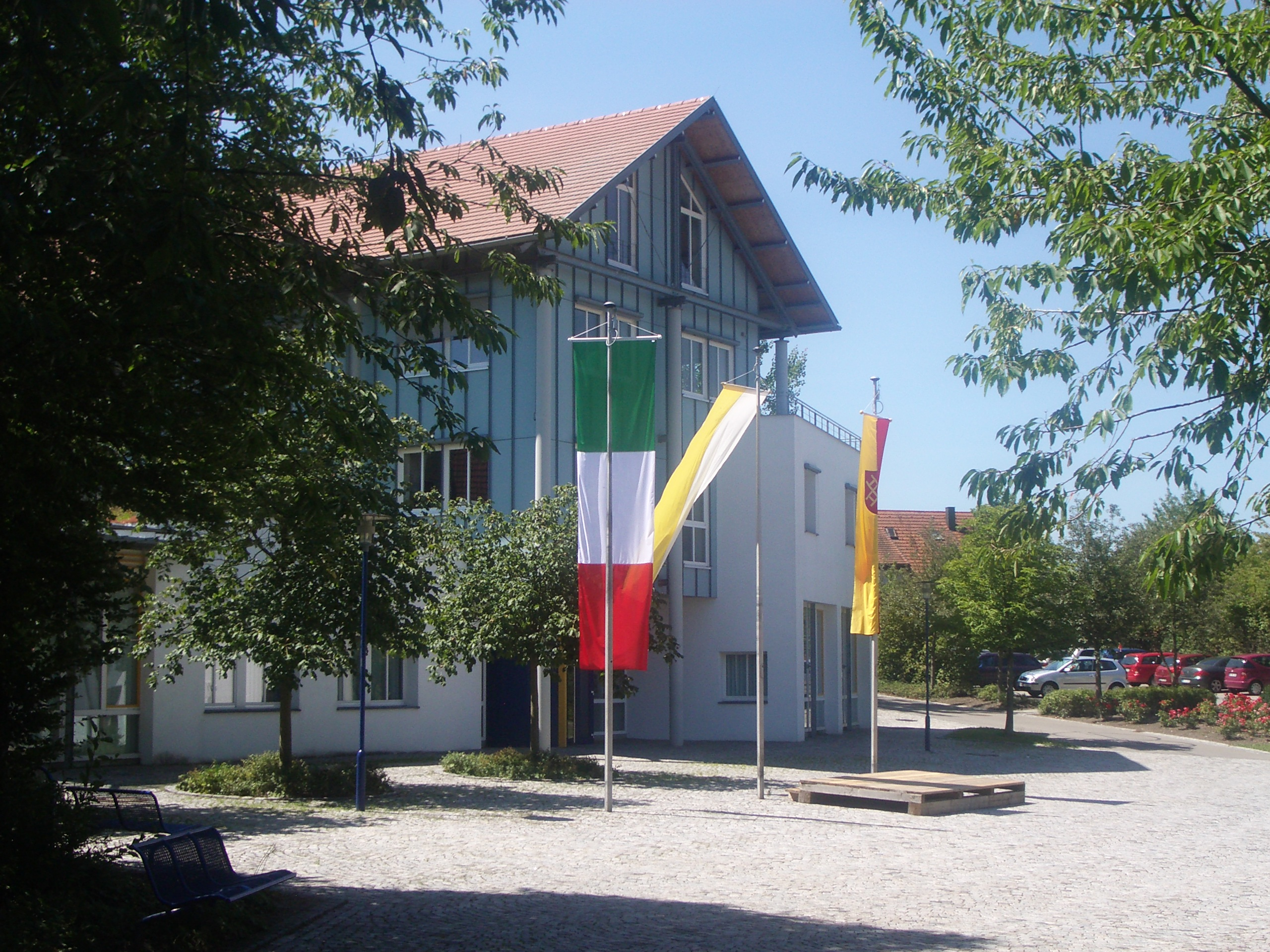
Rathaus

### Gemeinderat
Das Ergebnis der Gemeinderatswahl am 9. Juni 2024, in nebenstehendem Diagramm dargestellt, führte zu folgender Sitzverteilung im Gemeinderat von Berg:
- BL: 9
- FDP: 1
- SfB: 4

### Bürgermeister
Liste der Bürgermeister
| Name:             | von–bis:  | Anmerkung:                                         |
| ----------------- | --------- | -------------------------------------------------- |
| Baptist Ortlieb   | 1826–1832 |                                                    |
| Halder            | 1832–1834 |                                                    |
| Donatus Zembrod   | 1834–1873 |                                                    |
| Reich             | 1873–1889 |                                                    |
| Sorg              | 1889–1912 | 23 Jahre Bürgermeister                             |
| Siegel            | 1912–1915 |                                                    |
| Georg Köberle     | 1915–1920 |                                                    |
| Wilhelm Gindele   | 1920–1933 | Zentrum, 5. Dezember 1933 abgesetzt                |
| Max Schreiber     | 1934–1937 | NSDAP, eingesetzt, verstorben im Amt (Herzinfarkt) |
| Adalbert Waldraff | 1938–1940 | NSDAP, eingesetzt, 1944 auf Kreta gefallen         |
| Dominikus Sterk   | 1940–1945 | NSDAP, eingesetzt „ehrenamtlich“                   |
| Wilhelm Gindele   | 1945–1954 | demokratisch wiedergewählt                         |
| Josef Lambert     | 1954–1959 |                                                    |
| Sigmund Winter    | 1959–1995 | CDU, 36 Jahre Bürgermeister                        |
| Helmut Grieb      | 1995–2019 | CDU, 24 Jahre Bürgermeister                        |
| Manuela Hugger    | 2019–     | parteilos                                          |

Wilhelm Gindele war der letzte demokratisch gewählte Bürgermeister vor der „Machtergreifung“ der NSDAP 1933. Er wurde im Dezember 1933 abgesetzt und im Rahmen der „Gleichschaltung“ durch Max Schreiber (ein Kandidat der NSDAP) vom Ravensburger NSDAP-Kreisleiter Karl Rudorf ersetzt. Dieser setzte auch die beiden Nachfolger Waldraff und Sterk ein. Um einer Dienstaufsichtsbeschwerde zuvor zukommen, meldete sich Waldraff 1940 freiwillig zum Fronteinsatz. Mit der ersten demokratischen Wahl nach dem Zweiten Weltkrieg unter Französischer Besatzung wurde Wilhelm Gindele wiedergewählt. Im Ortsteil Vorberg wurde später eine Straße nach ihm benannt. Bürgermeister Grieb war, wie auch seine Nachfolgerin Hugger, Ortsvorsteher im Ravensburger Teilort Schmalegg. Frau Hugger wurde am 14. Juli 2019 bei einer Wahlbeteiligung von 57,6 % mit 61,4 % im ersten Wahlgang gewählt und ist die erste Bürgermeisterin in der Berger Geschichte.

### Verwaltungsverband
Die Gemeinde gehört zum Gemeindeverwaltungsverband Mittleres Schussental.

### Wappen
| Wappen der Gemeinde Berg | Blasonierung: „In Rot zwei schräg gekreuzte goldene (gelbe) Leitern.“ |
| Wappen der Gemeinde Berg | Wappenbegründung: Anlässlich der Umbenennung des Schultheißenamts in Bürgermeisteramt Berg beschaffte die Gemeinde ein neues Dienstsiegel, das in einem Wappenschild eine naturalistische Abbildung der Ortskirche mit dem Pfarrhaus zeigte. Ein reguläres Gemeindewappen wurde erst im Jahre 1958 mit Beratung durch die Archivdirektion Stuttgart festgelegt. Die beiden schräg gekreuzten Leitern waren zuvor das Schildbild des im 13. und 14. Jahrhundert belegten Adelsgeschlechts der Herren von Tobel, an deren Wasserburg noch die Bezeichnung „Burg“ beim Berger Ortsteil Tobel erinnert. Die Farben wurden frei gewählt. Am 18. August 1958 verlieh das Innenministerium das Wappen und die Flagge. |

### Partnerschaften
Die Gemeinde Berg pflegt partnerschaftliche Beziehungen zu
- Rodigo bei Mantua (Italien)
- Brest (Belarus) – seit 1989, gemeinsam mit Ravensburg, Weingarten, Baienfurt und Baindt
- dem Teilort Seifersdorf der Gemeinde Wachau bei Dresden

## Kultur und Sehenswürdigkeiten

### Bauwerke

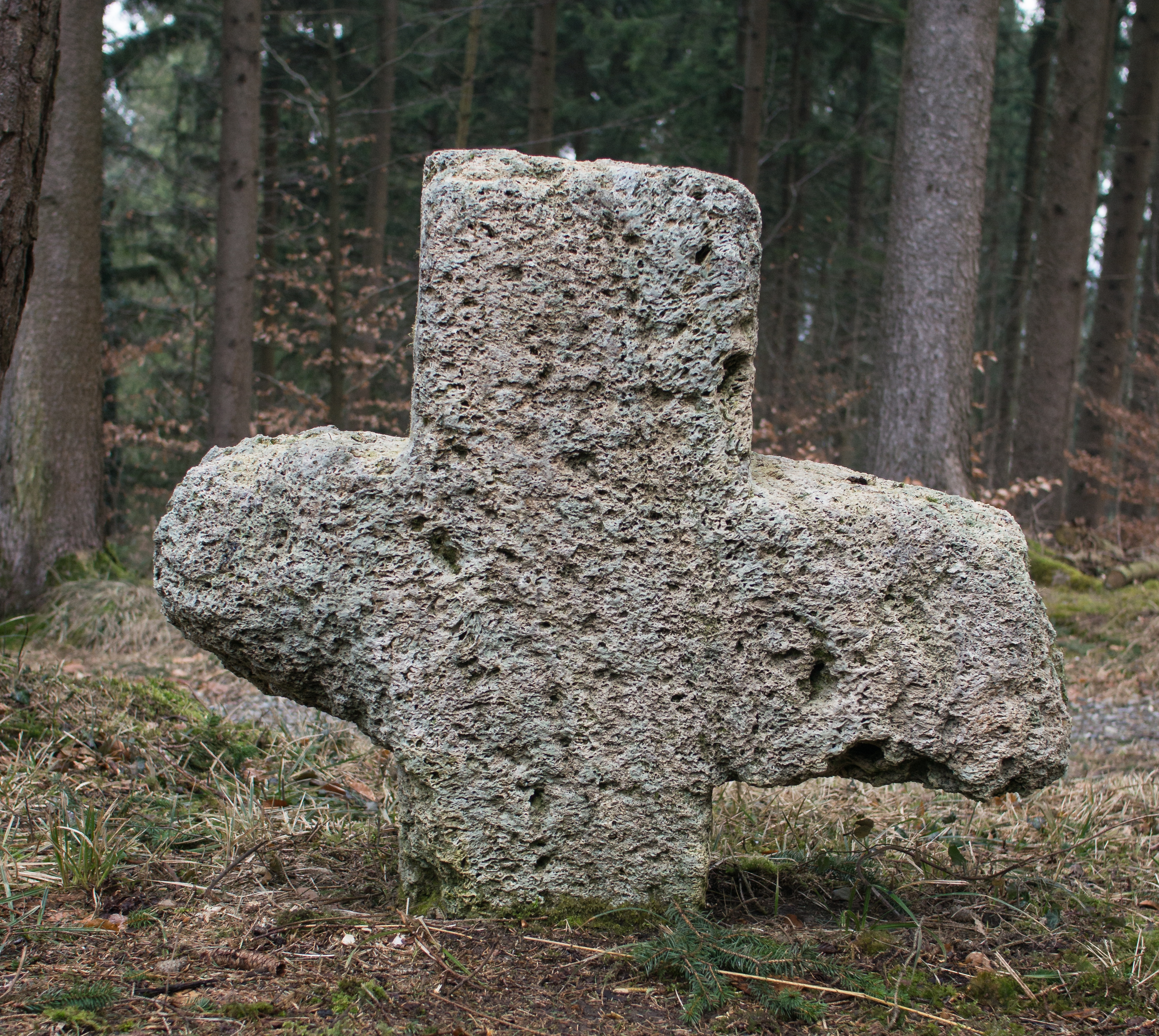
Sühnekreuz im Dickenwald

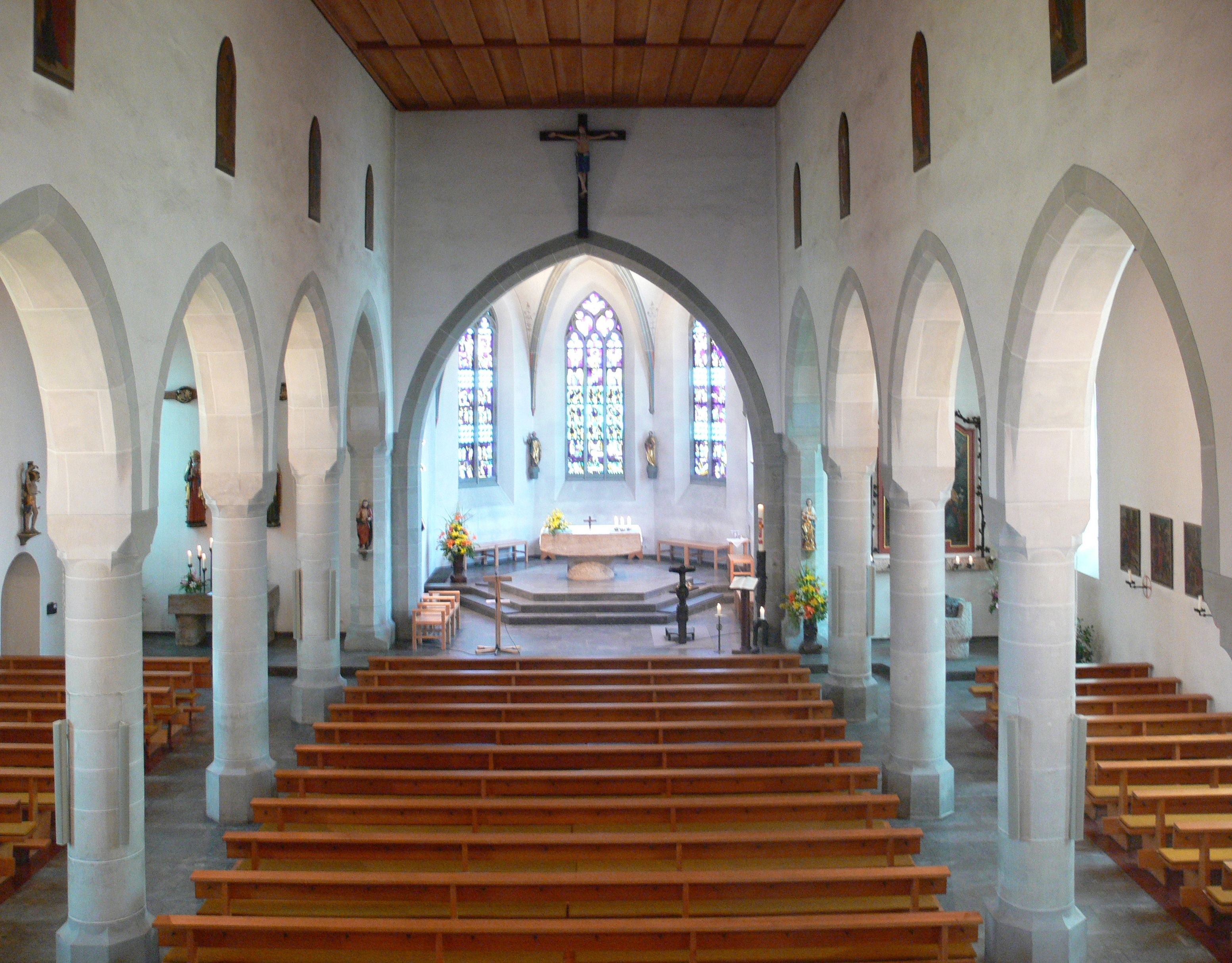
Pfarrkirche St. Peter und Paul

- Grabhügel (Bronzezeit) und Sühnekreuz (Spätmittelalter oder später) im Dickenwald
- Reste der Wasserburg der Herren von Tobel in Burg bei Tobel (erhalten sind ein gemauertes Erdgeschoss und ein spätgotischer Fachwerkaufsatz)
- Pfarrkirche St. Peter und Paul in Berg. Die im Kern romanische Säulenbasilika erhielt 1474 einen gotischen Chor und einen Turm. Das Hauptschiff wurde 1876 im Stil der Neugotik umgebaut und zuletzt 1963–1965 renoviert (dabei wurde die neugotischen Holzdecke und Ausstattung wieder zerstört). Zur Ausstattung gehören eine spätgotische Kreuzigungsgruppe, spätgotische Figuren der hl. Petrus und Paulus und eine Pietà von 1593.
- Pfarrhaus aus der Zeit des Barock
- Marienkapelle in Weiler, erbaut 1664

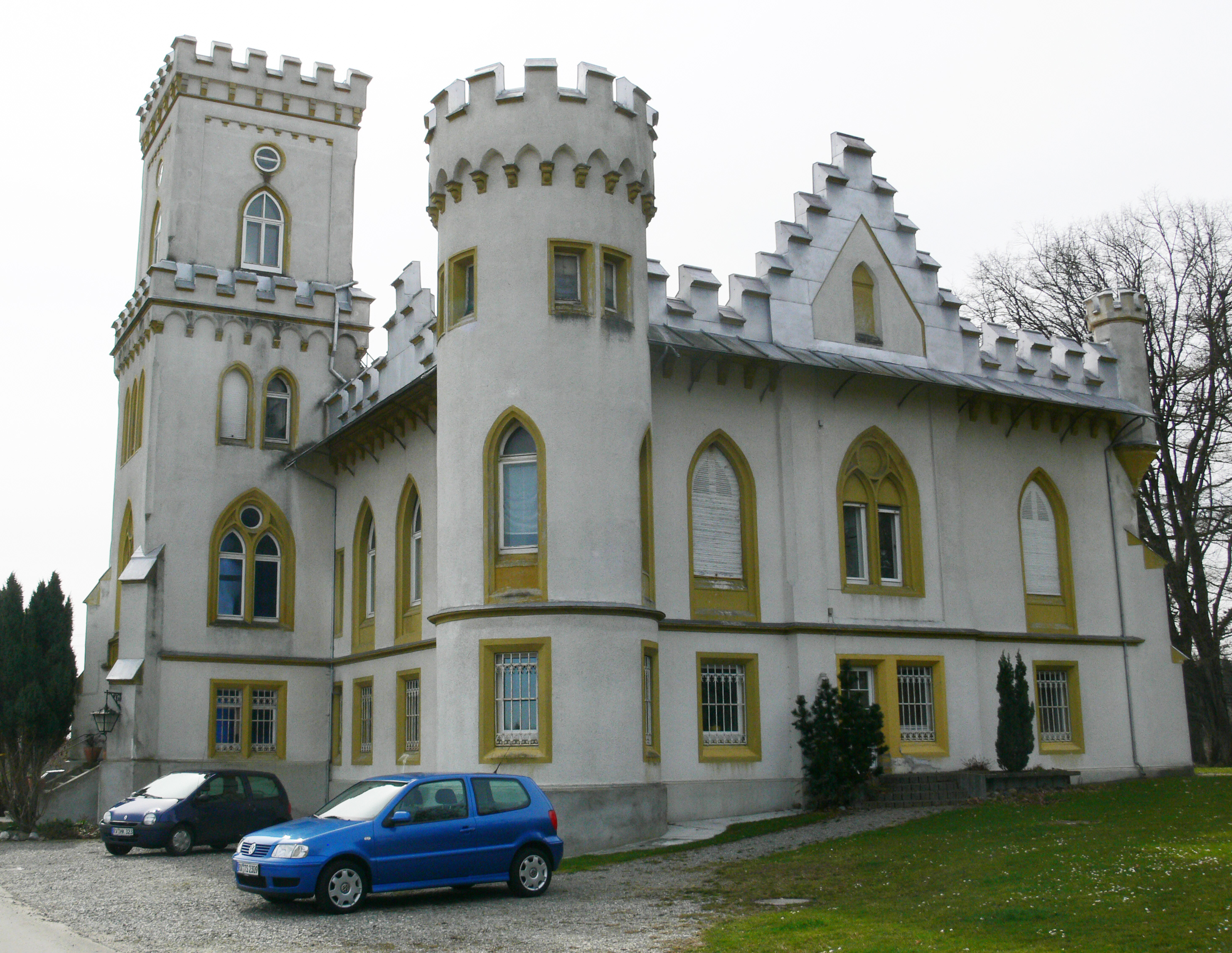
Schloss Benzenhofen

- Schloss Benzenhofen wurde 1898/99 in historistischem Stil von Otto Benze (der sich Otto Benze von Benzenhofen nannte), erbaut. Durch eine Zwangsversteigerung kam es 1932 in den Besitz der Familie Pfeiffer. Von 1949 bis 1952 bewohnte Franz von Papen eine Wohnung im Schloss, in der er seine Memoiren schrieb.
- Abtei St. Erentraud in Kellenried mit der in barockisierendem Stil 1923–1924 von Adolf J. Lorenz erbauten Abteikirche. Die Abtei besitzt eine barocke Weihnachtskrippe, deren älteste Figuren aus dem 17. Jahrhundert stammen und die jährlich von Weihnachten bis zum 2. Februar ausgestellt wird. Im Klosterladen werden Krippenfiguren und Kerzen aus eigener kunsthandwerklicher Produktion angeboten.

### Regelmäßige Veranstaltungen

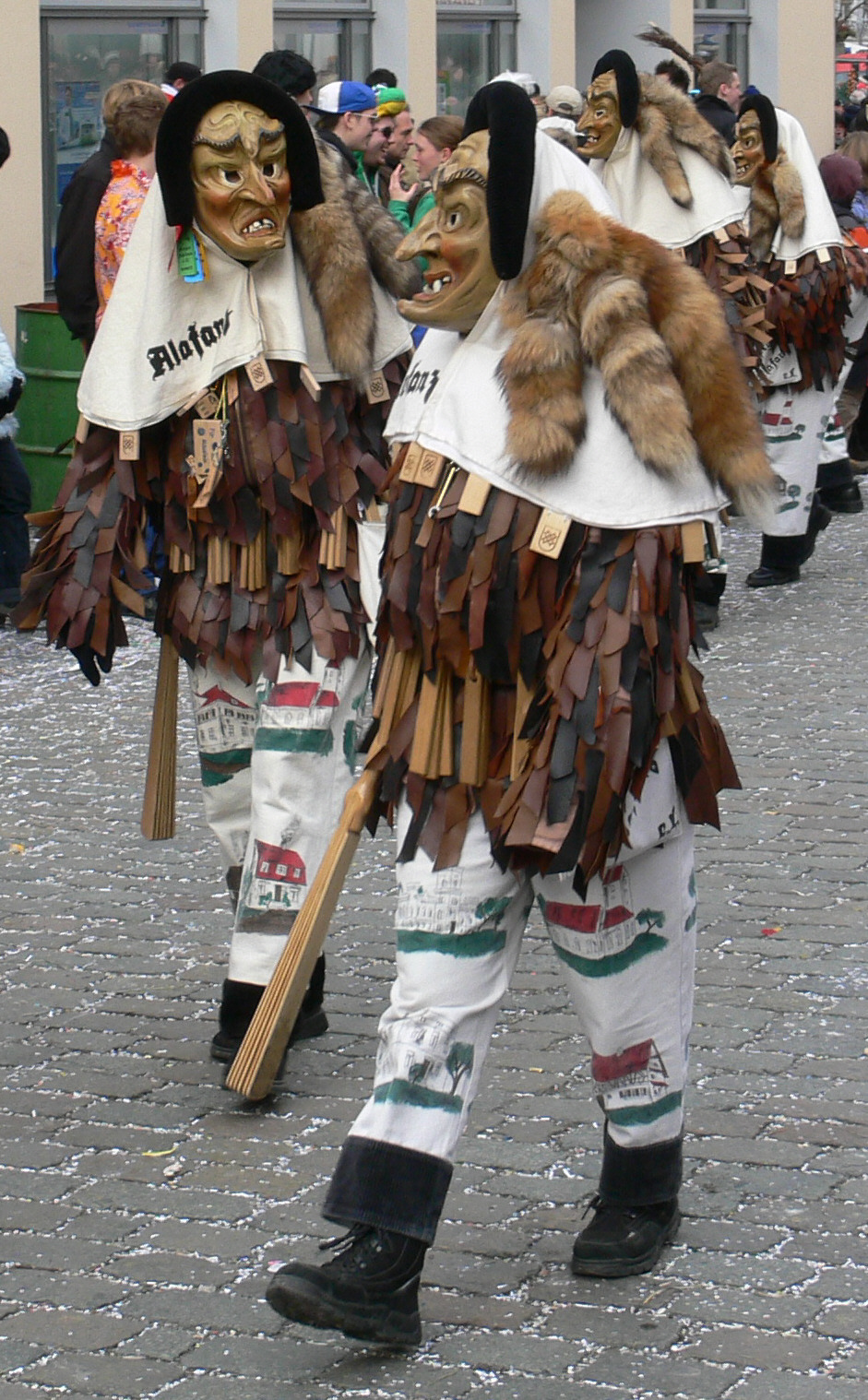
Berger Alafanz

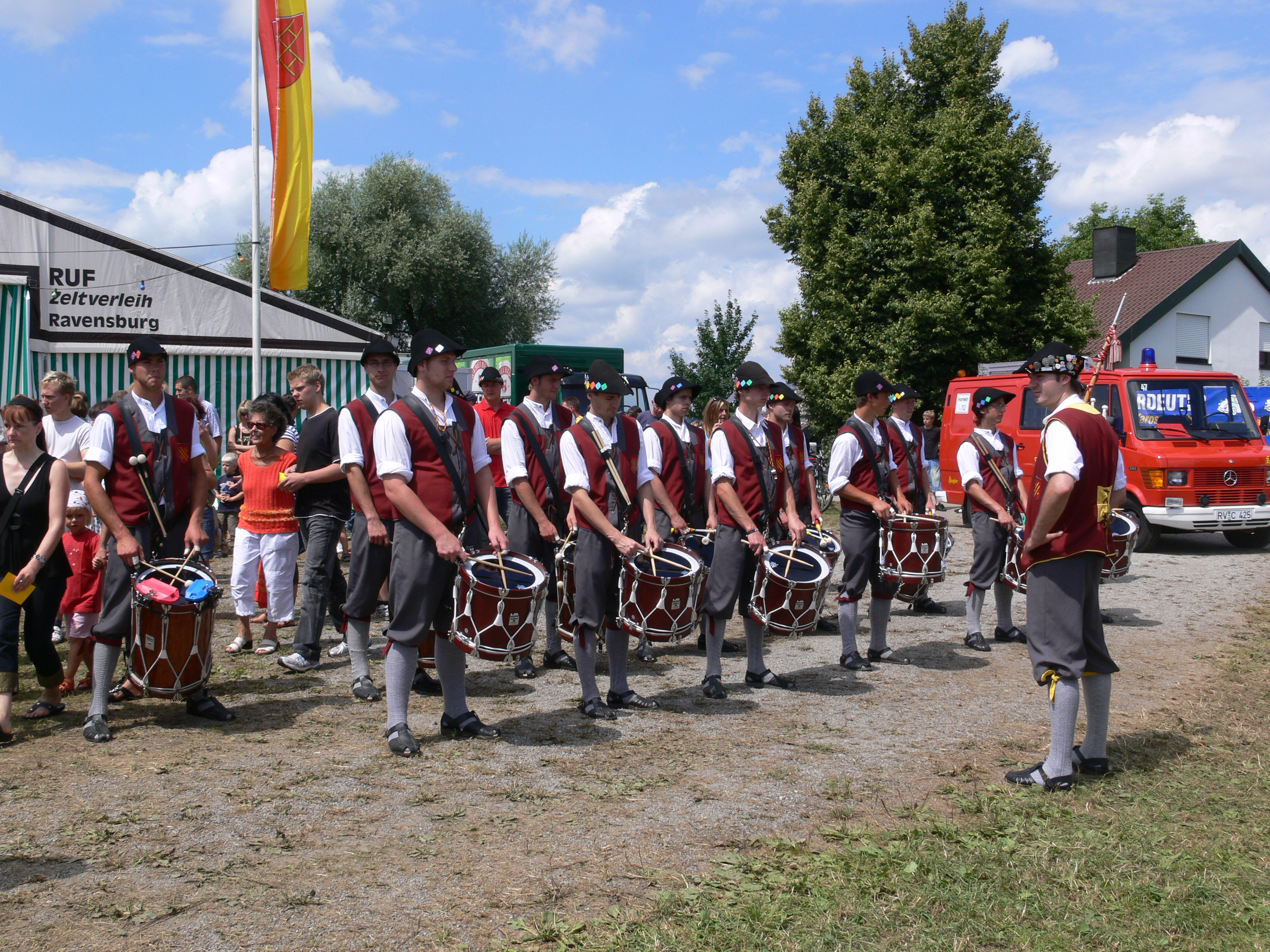
Bergfesttrommler

- Die schwäbisch-alemannische Fasnet wird in Berg von der 1996 gegründeten Narrenzunft Berger Alafanz, sowie der 2004 gegründeten Narrenzunft Berger Tobel-Hexa veranstaltet, die auch an Narrentreffen in der Umgebung teilnehmen. Die Figur der Berger Alafanz geht auf eine (nicht belegte) Legende zurück, nach der die ursprüngliche Lage der heutigen katholischen Kirche eine andere hätte sein sollen. Der Alafanz jedoch hat, ebendieser Legende nach, das Bauholz des Nächtens immer wieder an die Stelle getragen, wo die Kirche dann letztendlich auch gebaut wurde. Eine Geschichte, die man sich früher in ähnlicher Weise auch in anderen Dörfern so erzählte. Die Narrenzunft Berger Alafanz hat ca. 240 Mitglieder, davon ca. 155 Aktive. Höhepunkt der Dorffasnet ist der Karrenumzug am Samstag vor dem „gumpigen Donnerstag“. Dabei zieht ein bunter Umzug (2008: 21 Fahrzeuge) die ca. 4 km lange Strecke vom Teilort Weiler über mehrere Stationen bis zur Bergkuppe, wo dann ein Narrenbaum aufgestellt wird. Ein Aufstieg zur Kuppe mit 11 % Steigung bringt diesem Umzug auch den Titel „Steilster Umzug in Oberschwaben“.

- Seit 1966 findet jährlich im August das Kinder- und Heimatfest Bergfest mit Spielen und Wettkämpfen für Kinder und einem „Bergfestschießen“ mit der Armbrust für Berger ab dem Alter von 40 Jahren (das „Schwabenalter“) und jüngeren Mandatsträgern statt. Die Ältesten haben beim Schießen das Vorrecht. Das Bergfest wird vom Musikverein Berg organisiert und in Kooperation mit der Gemeinde Berg durchgeführt. Das Antrommeln ist ein Brauch, der im Schussental durch die Schülerfeste der Nachbarstädte (Rutenfest Ravensburg, Welfenfest Weingarten) bekannt ist und in Berg durch die Erwachsenen-Trommelgruppe Bergfesttrommler betrieben wird. Auch das Armbrustschießen ist ein Wettbewerb, der am Rutenfest von Schülern durchgeführt wird, in Berg aber für Erwachsene veranstaltet wird.

### Sport
Der Sportverein TSV Berg 1959 e. V. wurde im Jahr 1959 gegründet. Der Verein ist in vier verschiedene Abteilungen gegliedert: Fußball, Ski & Wandern, Turnen & Fitness und Volleyball. Die aktive Fußballmannschaft spielt in der Verbandsliga Württemberg (Stand: 2024/25). Außerdem gibt es den SKC Berg, den Sportkegel-Club Berg.

## Wirtschaft und Infrastruktur
Berg war früher ein kleines Bauerndorf und die Landwirtschaft ist immer noch ein, wenn auch rückläufiger Wirtschaftsfaktor. Es gab im Jahr 2000 noch 62 landwirtschaftliche Vollerwerbsbetriebe und 16 Nebenerwerbslandwirte.
Nach 1945 wandelte sich Berg auch zu einer Wohngemeinde im Einzugsbereich der Städte Weingarten und Ravensburg. Neben verschiedenen Handwerksbetrieben, dem Baugewerbe und Transportunternehmen sind die Branchen Textil und Stahlbau vertreten. Gleichzeitig sind auch im Handel und Dienstleistung viele neue Arbeitsplätze entstanden.

### Beschäftigungsstruktur
Aufteilung der Arbeitsplätze in Berg
| Beschäftigte (gesamt)  | 1.399 Personen |
| ---------------------- | -------------- |
| Produzierendes Gewerbe | 997 Personen   |
| Handel und Verkehr     | 86 Personen    |
| Dienstleistung         | 306 Personen   |

Bemerkenswert ist, dass 1.230 Personen (sogenannte „Einpendler“) von außen nach Berg herein pendeln. Das sind 174 Menschen mehr, als umgekehrt die 1.056 Berger, die in anderen Städten und Gemeinden in der Umgebung (als „Auspendler“) Arbeit finden. Diese Zahlen erklären mit auch das hohe Steueraufkommen in der Gemeinde, das wiederum finanziellen Spielraum für wichtige Projekte zulässt. Die Pro-Kopf-Verschuldung liegt in Berg daher unter Landesdurchschnitt von Baden-Württemberg. Der Gewerbesteuersatz liegt bei 330 Prozent.

### Verkehr
Berg liegt an der Bahnstrecke Ulm–Friedrichshafen (Haltepunkt: Weingarten/Berg). Dieser Haltepunkt, fast auf der Gemarkungsgrenze zwischen Weingarten und Berg, kam 1998 zustande, nachdem sich die Stadt Weingarten und die Gemeinde Berg darauf einigten, diesen wesentlich aus Eigenmitteln zu finanzieren. Die Gemeinde ist durch Omnibuslinien mit Ravensburg, Weingarten und anderen Nachbargemeinden verbunden und gehört dem Bodensee-Oberschwaben Verkehrsverbund (bodo) an. Berg liegt direkt an der 4-spurigen Bundesstraße 30n und ist über die Abfahrt „Ravensburg Nord“ gut zu erreichen.
Das Ultraleichtfluggelände Berg liegt etwa 5 km nordwestlich von Berg.

### Ansässige Unternehmen
Seit 1972 ist Berg Hauptsitz der Rafi GmbH & Co. KG, eines 1900 in Ravensburg gegründeten und heute weltweit tätigen Herstellers für elektromechanische Bauelemente und Tastaturen. Seit dem Jahr 2000 findet alle vier oder fünf Jahre eine Leistungsschau des in Berg ansässigen Gewerbes statt.

### Bildung
Die mehrzügige Grundschule Berg war früher auch Hauptschule mit Werkrealschule. Die letzte Abschlussklasse mit neun Schülern wurde 2014 verabschiedet und mit deren Abschluss wurde auch die Haupt- und Werkrealschule mangels ausreichender Schülerzahlen geschlossen. Das am Hang des Kirchbergs gelegene Schulgebäude von 1962 (mit Erweiterungsbau von 1984), die benachbarte Turn- und Festhalle von 1972 und die neue Sporthalle von 2005 bilden mit Kirche, Pfarrhaus und Rathaus auf dem Berg das Zentrum der Flächengemeinde. Auf dem Dach der Schule befindet sich eine Bürgersolaranlage zur Gewinnung von Strom aus regenerativen Quellen. Diese Anlage wurde entgegen sonst üblichen Organisationsformen nicht als Genossenschaft, sondern als GbR gegründet.
Für die jüngsten Einwohner gibt es vier kommunale und einen römisch-katholischen Kindergarten mit Kinderkrippe. Die gesetzlichen Vorgaben für Kindertagesbetreuung können somit erfüllt werden.
Im Teilort Kleintobel besteht seit den 1950er Jahren die Heimschule Martinshaus Kleintobel. Das Martinshaus bietet heute neben einer Realschule (Sonderschule für Erziehungshilfe) vielfältige Angebote der Jugendhilfe in Kleintobel und an anderen Orten der Region an und wird als Teil der Zieglerschen Anstalten Wilhelmsdorf betrieben.
Die Volkshochschule Berg (VHS) hat ihren organisatorischen Sitz im Rathaus, ist als „Aussenstelle Berg“ Teil der VHS Weingarten und nutzt die Räume der öffentlichen Schule in Berg.

## Personen
- Anselm Rittler (1737–1804), von 1784 bis 1804 letzter Reichsabt von Weingarten, geboren in Aichach
- Joseph Leser (1846–1914), Geistlicher und Reichstagsabgeordneter, geboren in Neubaumgarten
- Franz von Papen (1879–1969), Reichskanzler, bewohnte ab 1949 für einige Jahre Schloss Benzenhofen
- Robert Schad (* 1953), Bildhauer, lebte 1971–2000 in Berg[12]
- Benjamin Strasser (* 1987), Politiker (FDP) und Mitglied des Deutschen Bundestages, wuchs in Berg auf